# Crowley (Oregon, Malheur megye)
Crowley az Amerikai Egyesült Államok északnyugati részén, Oregon állam Malheur megyéjében, az Oregon Route 78 közelében elhelyezkedő önkormányzat nélküli település.
Névadója Green Berry Crowley. Lakóháza 1878-ban, a Bannock háború idején leégett, de nem építtették újjá. A posta 1911 és 1935 között működött.

## Fordítás
- Ez a szócikk részben vagy egészben  a   Crowley, Malheur County, Oregon című angol Wikipédia-szócikk ezen változatának fordításán alapul.  Az eredeti cikk szerkesztőit annak laptörténete sorolja fel. Ez a jelzés csupán a megfogalmazás eredetét és a szerzői jogokat jelzi, nem szolgál a cikkben szereplő információk forrásmegjelöléseként.